# 吸血鬼偶像
《吸血鬼偶像》（韓語：뱀파이어 아이돌）為韓國MBN自2011年12月5日起播出的日日情境劇，原企劃播出120集，最終以79集提前結束。

## 播出時間變更
原為週一至五21:30播出，第10集至14集改為19:30，第15集以後改為20:00。

## 演員陣容

### 吸血鬼星球
| 演員   | 角色           | 介紹 |
| 李洙赫 | 木咖迪／李洙赫 | 巴巴的護衛，為野生吸血鬼故對鮮血無法抗拒，擁有極好的劍術。對王子非常忠誠，只要王子想要的他都會盡力達成。喜歡珉炅。      |
| 洪宗玄 | 雅麗蘆／洪宗玄 | 巴巴的護衛，IQ790的天才。常製造一些奇怪的發明,常常失敗。喜歡珉雅。                                                      |
| 金宇彬 | 卡布里／金宇彬 | 巴巴的護衛，只要將大拇指放入耳朵中再將小拇指翹起便提升聽力，聽到一般人無法聽到的聲音。傻傻的很容易被騙。喜歡侑菲/兔子。 |
| 李 正  | 巴巴／王子     | 吸血鬼星球第72490代巴巴。很會唱歌,喜歡玗嬉。                                                                            |

### 韓國女子團體「Girls Girls」成員
| 演員   | 角色           | 介紹                                                       |
| 千玗嬉 | 玗嬉           | 團中的隊長，長得像巴巴的初戀——昂星上的公主，後來喜歡王子。 |
| 珉雅   | 珉雅，麵包珉雅 | 團中的忙内、主唱，喜歡吃麵包。IQ90。喜歡宗玄。             |
| 李侑菲 | 侑菲，兔子     | 團中的Rapper。也是宇彬口中的兔子。喜歡宇彬。               |
| 金秀妍 | 秀妍           | 團中形象擔當。跟光熙的關係扯不斷。                         |

### Girls Girls周邊人物
| 演員   | 角色                         | 介紹                                                                                      |
| 姜珉炅 | 姜珉炅／閃電                 | 使命必達的炸醬麵外送員，住在汗蒸幕。但後來和主角們同住。光熙經紀人。喜歡洙赫。            |
| 吳光祿 | 吳光祿／吳社長               | 玗嬉的父親，SD Entertainment的社長。                                                      |
| 金淑   | 吳淑／吳姑媽                 | 光祿的妹妹，玗嬉的姑媽，後來接管SD Entertainment，對藝人及練習生們進行嚴格訓練。          |
| 申東燁 | 申東燁／申室長／噠之噠之鎢斯 | 在地球生存的2600歲的吸血鬼，擔任Girls Girls經紀人一職。                                   |
| 金守美 | 守美／寶貝                   | 在社長面前扮演東燁的母親，實為東燁的老婆。                                                |
| 黄光熙 | 光熙                         | SD Entertainment旗下藝人，Girls Girls的前輩。脾氣暴躁。愛使喚經紀人及後輩，對珉炅有好感。 |
| 李海寅 | 海寅                         | 擔任Girls Girls舞蹈教練一職。                                                             |

## 外部連結
- 韓國MBN官方網站（页面存档备份，存于）

| 演員   | 角色   | 介紹               | 登場集數 |
| 文俊英 | 文俊英 | 團體帝國之子一員。 | 7        |
| 熹哲   | 鄭熹哲 | 團體帝國之子一員。 | 7        |

| MBN 情境喜劇 | MBN 情境喜劇                                 | MBN 情境喜劇 |
| ------------ | -------------------------------------------- | ------------ |
|              | 吸血鬼偶像 （2011年12月5日 - 2012年3月30日） |              |
| -            | -                                            |              |